# Estret de les Aigües
L'Estret de les Aigües és un congost al curs del riu Albaida que ha excavat el seu pas transversalment a la serra Grossa, al País Valencià. Amb una longitud d'un quilòmetre escàs, l'estret de les Aigües és l'únic pas natural entre les comarques de la Costera (al nord) i la Vall d'Albaida (al sud). L'estret és entre les poblacions de Xàtiva i Bellús.